# أولاد سعيد (التعاتعة)
أولاد سعيد هو دُوَّار يقع بجماعة أولاد أمرابط، إقليم الصويرة، جهة مراكش آسفي في المملكة المغربية. ينتمي الدوّار لمشيخة التعاتعة التي تضم دوار واحد. يقدر عدد سكانه بـ 1241 نسمة حسب الإحصاء الرسمي للسكان والسكنى لسنة 2004.

## روابط خارجية
- البوابة الوطنية للجماعات الترابية
- المندوبية السامية للتخطيط